# Casella Waste Systems
Casella Waste Systems ist ein US-amerikanisches Entsorgungsunternehmen mit Hauptsitz in Rutland im US-Bundesstaat Vermont.
Casella betreibt eine Müllabfuhr im Nordosten der USA mit einem Fuhrpark von über 700 Müllwagen. Darüber hinaus verfügt das Unternehmen über sieben Recycling-Anlagen und betreibt eigene Mülldeponien, darunter auch Deponien für Sondermüll. Weiterhin betätigt sich Casella in der Verstromung von Deponiegas
Im Geschäftsjahr 2021 wurden rund 50 % des Umsatzes im Bereich der Müllabfuhr generiert. Weitere 22 % entfielen auf die Entsorgung (Deponiebetrieb).

## Geschichte
Das Unternehmen wurde 1975 von Doug Casella als Casella's Refuse Removal gegründet. Mithilfe eines Pick-ups begann dieser mit dem Einsammeln von Müll von einigen Kunden. Ein Jahr darauf stieß Doug Casellas Bruder John Casella zum Unternehmen hinzu. Im Jahr 1977 wurde eine eigene Recycling-Anlage eröffnet. Im Jahr 1997 ging das Unternehmen an die Börse.